# Øyvind Grøn
Øyvind Grøn (Oslo, 1944. március 11. –) norvég fizikus.

## Életútja
Øyvind Grøn Oslóban született és az oslói egyetemen 1973-ban mesterfokozatú diplomát szerzett. Diplomaterve meteorológiai témájú volt.
1990-ben PhD fokozatot szerzett, a témája a taszító gravitáció volt.
Az oslói egyetem kutatási asszisztense lett és oktatói tevékenységet is folytatott.
1985-óta az Oslói egyetem docense. 1994-ben professzori kinevezést nyert el.
A European Journal of Physics című fizikai lap szerkesztői bizottságának tagja.
A norvég rádióban népszerű természettudományos előadásokat tart.

## Tudományos munkássága
Grøn kutatási területei közé tartozik az általános relativitás, a kozmológia és a klasszikus elektromágnesesség.
Az ikerparadoxont új megvilágításban dolgozta fel. További munkássága a forgó viszonyítási rendszerek (Ehrenfest-paradoxon), és a vákuumenergiával kapcsolatos taszító gravitáció.
Erik Eriksennel együtt tanulmányozták a gyorsított elektromos töltések által generált elektromágneses mezőt. Ezzel kapcsolatban megmutatták ennek hatását a gravitációra.
Grøn új megoldásokat talált Einstein gravitációs elméletének egyenleteire, mely a téridőt írja le, ahol valaki az időben visszafele utazik.
Grøn számos tanulmányban foglalkozott az univerzum relativisztikus modelljével.
Rámutatott, hogy lehetséges értelmezni a kozmosz jelenségeit a sötét energia koncepciója nélkül.
Grøn több publikációt jelentetett meg a gravitáció és az idő kapcsolatáról, valamint a gravitáció és az entrópia összefüggéséről.
A Kaluza–Klein-elmélettel is foglalkozott, mely a geometria és az egységes elektromágneses elmélet, valamint a gravitáció összefüggéseit tárgyalja. Ezen elmélet szerint a világ ötdimenziós: egy olyan kompakt térbeli dimenzióval egészül ki, mely közvetlenül nem figyelhető meg.
Kimutatta, hogy egy töltött részecske körüli elektromos tér a relativisztikus kivetítése az elmozduló térnek, melyet a részecske mozgása okoz, amikor a mi négydimenziós téridőnkből az ötdimenziósba mozog át.
Grøn három könyvet írt a relativitáselméletről.

## Fordítás
- Ez a szócikk részben vagy egészben  a(z)   Øyvind Grøn című angol Wikipédia-szócikk ezen változatának fordításán alapul.  Az eredeti cikk szerkesztőit annak laptörténete sorolja fel. Ez a jelzés csupán a megfogalmazás eredetét és a szerzői jogokat jelzi, nem szolgál a cikkben szereplő információk forrásmegjelöléseként.